# Eugen Schmoller
Eugen Schmoller (* 13. Februar 1866; † 20. Mai 1939 in Stuttgart) war ein deutscher Richter.

## Leben
Schmoller studierte von 1884 bis 1889 Rechtswissenschaften an der Universität Tübingen und wurde dort 1905 zum Dr. iur. promoviert. Er war seit 1884 Mitglied der Burschenschaft Germania Tübingen.
Später war er Landrichter in Tübingen. Von 1927 bis 1933 war er Präsident des Oberlandesgerichts Stuttgart. Zudem war er Vorsitzender des Württembergischen Staatsgerichtshofs und Dozent an der Verwaltungsakademie Stuttgart.